# Ліонський муніципальний театр «Гіньйоль»
Ліонський муніципальний театр «Гіньйоль» (фр. Théâtre municipal le Guignol de Lyon) — муніципальний ляльковий театр-продовжувач традиції лялькарства гіньйоль у французькому місті Ліоні. 

## Загальні дані
Ліонський муніципальний театр «Гіньйоль» — це власне трупа Зонзонів (фр. Compagnie des Zonzons), що грає вистави традиційного ліонського театру гіньйоль.
Див. головну статтю: Гіньйоль.
Театр розташований за адресою:
вул. Луї Карана, 2, м. Ліон (Франція).

## Про театр: історія, репертуар, фестиваль
Трупу було створено 1994 року. А 1998 року творчому колективу вдалося отримати статус муніципального театру в Ліоні — місті, де цей народний ляльковий театр був започаткований, отримавши, таким чином стаціонарне приміщення і свою сучасну назву.
Ліонський муніципальний театр «Гіньйоль» — це саме репертуарний театр. Ліонські лялькарі грають як вистави для найменших (від 3, 5, 10 років), так і для старших школярів та молоді (від 15 років).
Якщо театр Гіньйоля історично був театром іпровізації, нині, «зонзонівці» розробили постійні сюжети, і тут крім звичних протистоянь Гіньйоля та інших персонажів у формі веселих діалогів і лялькової колотнечі («Guignol contre son double»), з'явилися оригінальні сюжети — наприклад, Гіньйоль потрапляє на Місяць («Guignol sur la lune») або готує свою власну циркову виставу («Guignol fait son cirque»), а є навіть спектаклі, інспіровані сучасністю («Presse de comptoir»).  
Трупа Зонозонів організує щодвароки фестиваль лялькарів «Moisson d'avril» (перший подібний захід у Ліоні). Від часу його створення 2000 року в ньому взяли участь уже близько 120 лялькарських труп.

## Виноски
1. ↑  Контакти на Офіційна вебсторінка трупи Зонзонів (Театр «Гінйьоль»)
2. ↑  Вистави сезону [Архівовано 26 січня 2010 у Wayback Machine.] на Офіційна вебсторінка трупи Зонзонів (Театр «Гінйьоль») [Архівовано 28 серпня 2009 у Wayback Machine.]

## Джерело-посилання
- Офіційна вебсторінка трупи Зонзонів (Театр «Гінйьоль») [Архівовано 28 серпня 2009 у Wayback Machine.] (фр.)